# Xã Howard, Quận Charles Mix, South Dakota
Xã Howard (tiếng Anh: Howard Township) là một xã thuộc quận Charles Mix, tiểu bang Nam Dakota, Hoa Kỳ. Năm 2010, dân số của xã này là 273 người.